# Włodzimierz Gaszewski
Włodzimierz Gaszewski (ur. 1935) – polski działacz partyjny i państwowy, zootechnik, w latach 1987–1990 wicewojewoda płocki.

## Życiorys
Ukończył studia zootechniczne na Akademii Rolniczej w Poznaniu, a w 1980 studium polityki rolnej i żywnościowej w Wyższej Szkole Nauk Społecznych przy KC PZPR. Pracował początkowo jako kierownik zakładu w Łódzkim Przedsiębiorstwie Wylęgu Drobiu. Od 1959 zatrudniony w Powiatowym Związku Kółek Rolniczych w Bełchatowie i następnie Kutnie jako inspektor. W latach 1960–1968 zastępca kierownika Wydziału Rolnictwa i Leśnictwa. Prezydium Powiatowej Rady Narodowej w Kutnie, ponadto od 1965 do 1968 pracownik Ośrodka Hodowli Bydła w Łękach Kościelnych. Pomiędzy 1968 a 1975 kierownik wydziału i zastępca przewodniczącego Prezydium Powiatowej Rady Narodowej w Łęczycy, a w 1975 kierownik służby rolnej w Piątku.
Działacz Ochotniczej Straży Pożarnej i Towarzystwa Przyjaźni Polsko-Radzieckiej. W 1960 wstąpił do Zjednoczonego Stronnictwa Ludowego. Był członkiem Komitetu Powiatowego ZSL w Kutnie i wiceprezesem KP ZSL w Łęczycy. W 1976 został kierownikiem Wydziału Ekonomiczno-Rolnego Wojewódzkiego Komitetu ZSL w Sieradzu, pełnił funkcję członka plenum i prezydium, a od 1981 wiceprezesa WK ZSL. Od 15 lipca 1987 zajmował stanowisko wicewojewody płockiego (zastąpił Stanisława Janiaka); pozostał na nim do czerwca 1990. Od 1987 pełnił funkcję prezesa Aeroklubu Ziemi Mazowieckiej. W latach 90. kierował Związkiem OSP Województwa Płockiego.

## Odznaczenia
Odznaczony m.in. Srebrnym Krzyżem Zasługi, Krzyżem Kawalerskim Orderu Odrodzenia Polski, Medalem 40-lecia Polski Ludowej, Złotym Odznaczeniem im. Janka Krasickiego oraz Złotym Medalem „Za Zasługi dla Pożarnictwa”.